# Франческо Борджия
Франчèско Бòрджия, с пълно име Франсиско де Борха и Трастамара (на испански: Francisco de Borja y Trastámara; * 28 октомври 1510, Гандия, Арагонска корона; † 30 септември 1572, Рим, Папска държава), е 4-ти херцог на Гандия и вицекрал на Каталония. Канонизиран е за светец от папа Климент X на 20 юни 1670 г. и е честван на 3 октомври.

## Произход
Той е роден в известното семейство Борджия, което е от испански произход, като син на Хуан де Борха и Енрикес де Луна и Хуана де Арагон и Гуреа. Неговият дядо по бащина линия, Джовани Борджия, втори херцог на Гандия, е един от синовете на Родриго Борджия (папа Александър VI), който следователно е негов прадядо. Неговият дядо по майчина линия е архиепископът на Сарагоса Алфонсо, извънбрачен син на крал Фердинанд II Арагонски. Неговата леля по бащина линия е Изабела Борджия Енрикес, игуменка с мирис на святост с името „Франсиска де Хесус“.

## Биография
Той израства в Сарагоса и на 12-годишна възраст е изпратен като паж в Тордесиляс, където помага на кралица Хуана Лудата, която след смъртта на съпруга си се е оттеглила там заедно с дъщеря си, инфантата Катерина.
От 1528 г. е във Валядолид с Карл V: скоро спечелва благоволението на императрица Изабела Португалска, която го прави маркиз на Ломбай и го жени за португалската благородничка Елеонора де Кастро, от която има осем деца. Един от неговите племенници е Франсиско де Борха и Арагон. Той следва император Карл V в многобройни пътувания; през 1535 г. е в Тунис, а след това в Прованс.
През май 1538 г. императрица Изабела умира и Франческо е дълбоко потресен от гледката на трупа в напреднал стадий на разлагане на една от красавиците на епохата, и от проповедта на Йоан от Авила по време на погребалната служба. От този момент той започва пътуване към католическата вяра и евангелския живот. Започва да се посвещава на изучаването на теологията, като получава докторска степен.
На 26 юни 1539 г. Франческо е назначен за вицекрал на Каталония. През 1546 г. съпругата му Елеонора умира и той се поставя под духовното ръководство на отците йезуити. На 1 февруари 1548 г. полага своите тържествени обети и влиза в Обществото на Исус, но получава специално разрешение да остане светски, докато не изпълни задълженията си като родител на своите осем деца.
На 23 октомври 1550 г. достига Рим, където е ръкоположен за свещеник и става един от основните сътрудници на Игнатий Лойола. Допринася с голяма сума пари за създаването на „Римския колеж“, днешния Григориански университет, и е натоварен да контролира разпространението на Йезуитския орден на Иберийския полуостров.
На 10 юни 1554 г. е назначен за генерален комисар в Испания. Франческо отказва номинацията за кардинал, предложена му първо от папа Юлий III, а след това от Пий IV, Пий V и накрая от Григорий XIII. През 1565 г. основава йезуитските мисии в Перу и Флорида. Той също така е назначен за изпълнител на завещанието на Карл V. Отзован от Пий IV, през 1561 г. се завръща в Рим, където се сприятелява с кардиналите Микеле Гизлиери (бъдещ Пий V) и Карло Боромео, и на 20 януари 1565 г. е назначен за генерален викарий на Компанията.
На 2 юли 1565 г. е избран за „генерален началник“ на Обществото на Исус, наследявайки Диего Лайнес. Дава голям тласък на мисионерската дейност на Ордена в Индия, Бразилия и Япония. Що се отнася до духовното и интелектуално формиране на младите религиозни мъже, той издава нови правила за обичаите и обучението на начинаещите и нарежда за тях да бъдат построени „Къщата“ и църквата „Свети Андрей при Квиринала“. По време на понтификата на Пий V отговаря за подпомагането на кардинал-племенника Микеле Бонели в неговите дипломатически мисии, но тези пътувания са фатални поради лошото му здраве: 61-годишният Франческо умира в Рим през 1572 г., малко след като отново отказва номинацията за кардинал от част от новоизбрания Григорий XIII.

## Култ
Папа Урбан VIII го провъзгласява за блажен на 23 ноември 1624 г. след възстановяването на внучката на херцога на Лерма (на когото Франческо Борджия е дядо по майчина линия), след като е помолено изричното му застъпничество. На 20 юни 1670 г. Франческо е канонизиран за светец от папа Климент X. Литургичният му възпоменание се пада на 30 септември (10 октомври по календара на Тридентската литургия).

## Брак и потомство
∞ 1529 г. за Елеонора де Кастро Мело и Менесес, придворна дама на кралица Изабела Португалска, от която има пет сина и три дъщери:
- Карлос де Борха и Кастро (* 1530, † 1592), 5-ти херцог на Гандия, ∞ 1548 за Мадалена де Сентелес и Кардона, от която има четири сина и три дъщери
- Исабела де Борха и Кастро (* 1532, † 1558), ∞ 1548 за Франческо Гомес де Сандонал и Рохас, граф на Лерма, от когото има един син
- Хуан де Борха и Кастро, 1-ви граф на Маялда (* 1533, † 1606), ∞ 1552 за Лоренца де Оназ и Лойола († 1575), от която има четири дъщери. 2. за Франческа де Арагон и Баредо, от която има пет деца
- Алвар де Борха и Кастро (* 1534, † 1594), ∞ за племенницата си Елвира де Енрикес и Борха (дъщеря на Джована Франческа), от която има двама сина и четири дъщери
- Хуана Франческа де Борха и Кастро (* 1536), ∞ 1550 за Джовани де Енрикес и Алманса и Рохас, маркиз на Алканисес, от когото има една дъщеря
- Фернандо де Борха и Кастро (* 1537), ∞ за Виоланте де Армендия, от която има един син
- Доротея де Борха и Кастро (* 1538, † 1552), монахиня кларисинка.
- Алфонсо де Борха и Кастро (* 1539), ∞ 1567 г. за Елеонора де Норона, от която няма деца.

Елеонора прекарва последните си дни в манастир близо до Гандия, където умира на 27 март 1546 г. След нейната смърт Франческо Борджия се отказва от състоянието си и от благородническите си титли в полза на сина си, и се установява в Рим.